# Zeliomima caudata
Zeliomima caudata là một loài ruồi trong họ Tachinidae.